# Johann Baptist Hafen

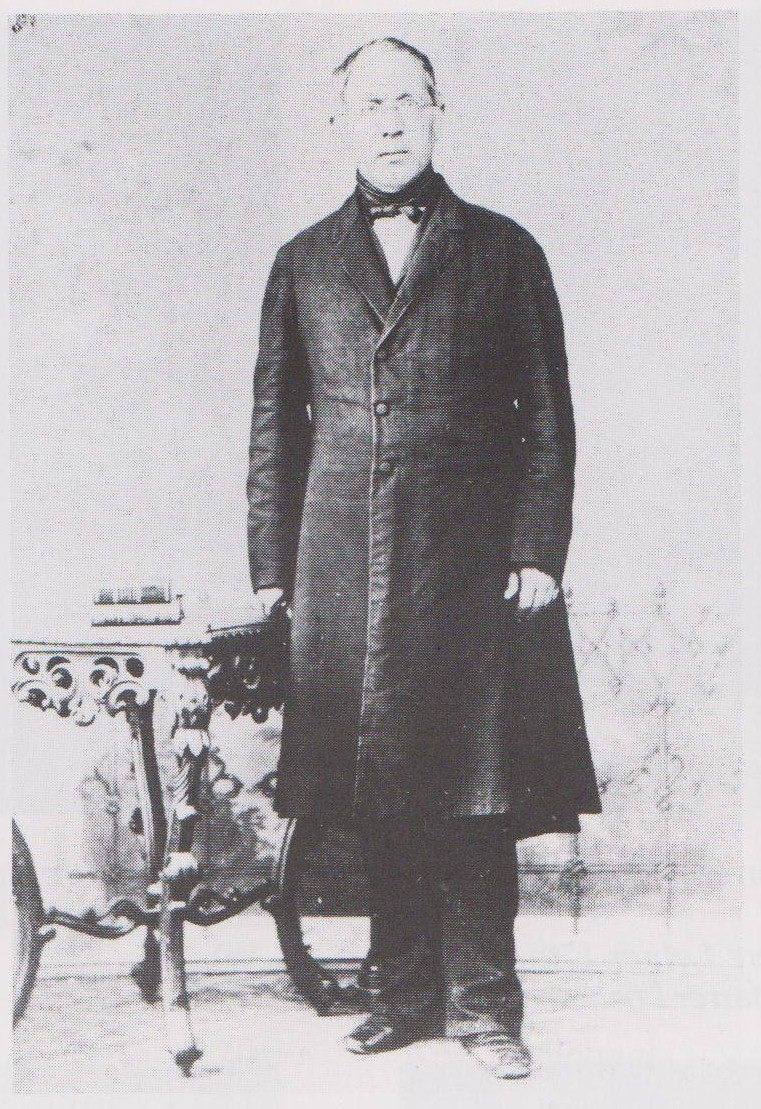

Johann Baptist Hafen (* 12. Juni 1807 in Schörzingen; † 27. Juni 1870 in Kressbronn) war ein deutscher römisch-katholischer Geistlicher und Schriftsteller.

## Leben
Hafen studierte katholische Theologie an der Universität Tübingen. Dort erhielt er 1832 eine öffentliche Belobigung für die Lösung einer Preisaufgabe der Theologischen Fakultät und 1833 wurde er mit dem 1. katechetischen Preis ausgezeichnet. Seine Priesterweihe erhielt er 1834 im Rottenburger Dom. Anschließend war er in der Seelsorge tätig.
Hafen erhielt 1837 zunächst provisorisch und am 19. April 1839 definitiv die Stelle als Kaplan und Präzeptor an der Lateinschule in Buchau. Zum 30. Juli 1841 wechselte er auf dieselbe Stelle in Saulgau. Schließlich wurde er am 7. Oktober 1851 Pfarrer in Gattnau, heute ein Ortsteil der Gemeinde Kressbronn am Bodensee. Er gründete dort die erste Bibliothek.
Hafen erlangte insbesondere durch seine Schriften Bekanntheit.

## Werke (Auswahl)
- Das eigenthümlich-katholische Glauben, Ueben und Leben: in fünfzehn Predigten und eben so vielen Kirchenkatechesen dargestellt, Rieger, Augsburg 1846.
- Behandlung der Ehesachen im Bistum Rottenburg in pfarramtlicher und seelsorgerlicher Hinsicht, Rottenburg 1853.
- Gattnauer Chronik oder Der Pfarrbezirk Gattnau und die nähere Umgebung im Spiegel der Geschichte: Nach den vorhandenen gedruckten und vielen ungedruckten Quellen bearbeitet, Lindau, Stettner 1854.
- Predigten zur Feier der ersten heiligen Kommunion, Höchel, Friedrichshafen 1855.
- Votum für die Leichenreden: mit besonderer Rücksicht auf das Votum des Herrn Professors Dr. Graf in der Tübinger theologischen Quartalschrift, 1856.
- Eintausend Entwürfe zu Predigten auf alle Sonn- und Feiertage des katholischen Kirchenjahres, Stettner, Lindau 1859.
- Reise durch den Gattnauer Pfarrbezirk: ein poetisches Landschaftsbild, Stettner, Linder 1868.
- Einhundertsechzig Entwürfe zu Grab- oder Leichenreden zumeist für arme und niedriggestellte Leute, Stettner, Lindau 1869.